# Potentilla solitaria
Potentilla solitaria är en rosväxtart som beskrevs av Soják. Potentilla solitaria ingår i Fingerörtssläktet som ingår i familjen rosväxter. Inga underarter finns listade i Catalogue of Life.